# المپیک تابستانی ۱۹۸۸
المپیک تابستانی ۱۹۸۸ (در انگلیسی: Games of the XXIV Olympiad) که به‌طور رسمی با نام «بازی‌های المپیاد بیست و چهارم» شناخته می‌شود، از ۱۷ سپتامبر تا ۲ اکتبر ۱۹۸۸ میلادی در شهر سئول در کشور کره جنوبی و با حضور ۸٬۳۹۱ ورزشکار (۶۱۹۷ مرد و ۲۱۹۴ زن) از ۱۵۹ کشور جهان و در ۲۳ ورزش مختلف شامل ۳۱ رشته برگزار شد و در ۲۳۷ مسابقه مدال اهدا شد.
این اولین المپیک در کره جنوبی و دومین المپیک تابستانی در آسیا بود که برگزار شد. این‌ها آخرین بازی‌های المپیک  جنگ سرد و همچنین برای اتحاد جماهیر شوروی و آلمان شرقی بودند، زیرا هر دو قبل از بازی‌های المپیک بعدی در سال ۱۹۹۲ وجود نداشتند.
از تحریم‌های بسیار بزرگ‌تری که در سه دوره قبلی مشاهده شد، اجتناب شد، که منجر به بیشترین تعداد کشورهای شرکت‌کننده در دوران جنگ سرد شد و بنابراین به عنوان المپیکی تلقی شد که پایه‌های پایان جنگ سرد را پایه‌گذاری کرد.
برای کره جنوبی المپیک ۱۹۸۸ یک رویداد نمادین بود که وجهه بین المللی آن را ارتقا داد و در عین حال به غرور ملی نیز کمک کرد. تنها سی و پنج سال پس از جنگ کره که کشور را ویران کرد و طی یک دهه ناآرامی اجتماعی در کره جنوبی، المپیک با موفقیت برگزار شد.

## انتخاب میزبان
کاندیداها:
1. سئول-کره جنوبی
2. ناگویا-امپراتوری ژاپن

انتخاب: سئول
محل رای گیری: بادن-بادن-آلمان غربی

## ورزش‌ها
| - ورزش‌های آبی - شیرجه (4) - شنا (31) - شنای موزون (2) - واترپلو (1) - تیراندازی با کمان (4) - دو و میدانی (42) - بسکتبال (2) - بوکس (12) | - کانو و کایاک (12) - دوچرخه‌سواری - جاده (3) - پیست (6) - سوارکاری - درساژ (2) - اونتینگ (2) - پرش نمایشی (2) - شمشیربازی (8) | - هاکی روی چمن (2) - فوتبال (1) - ژیمناستیک - هنری (14) - ریتمیک (1) - هندبال (2) - جودو (7) - پنج‌گانه مدرن (2) - روئینگ (14) | - قایقرانی بادبانی (8) - تیراندازی (13) - تنیس روی میز (4) - تنیس (4) - والیبال (2) - وزنه‌برداری (10) - کشتی - آزاد (10) - فرنگی (10) |

### ورزش‌های غیررسمی
- بدمینتون  (جزئیات)
- بیسبال  (جزئیات)
- بولینگ  (جزئیات)
- جودو  (جزئیات)
- تکواندو  (جزئیات)
- ویلچرسواری  (جزئیات)

## کشورهای شرکت کننده
در فهرست زیر، تعداد داخل پرانتز تعداد ورزشکاران هر کشوری را نشان می‌دهد که در سئول مسابقه داده‌اند:
| - افغانستان (۵) - الجزایر (۴۲) - ساموآی آمریکا (۶) - آندورا (۳) - آنگولا (۲۴) - آنتیگوآ و باربودا (۱۵) - آرژانتین (۱۱۸) - آروبا (۸) - استرالیا (۲۵۲) - اتریش (۷۳) - باهاما (۱۶) - بحرین (۷) - بنگلادش (۶) - باربادوس (۱۷) - بلژیک (۵۹) - بلیز (۱۰) - بنین (۷) - برمودا (۱۲) - بوتان (۳) - بولیوی (۷) - بوتسوانا (۸) - برزیل (۱۶۰) - جزایر ویرجین بریتانیا (۳) - بلغارستان (۱۷۲) - بورکینافاسو (۶) - برونئی (۰)[Note] - میانمار (۲) - کامرون (۱۵) - کانادا (۳۲۸) - جزایر کیمن (۸) - جمهوری آفریقای مرکزی (۱۵) - چاد (۶) - شیلی (۱۷) - چین (۲۷۳) - کلمبیا (۴۰) - جمهوری کنگو (۷) - جزایر کوک (۷) - کاستاریکا (۱۶) - قبرس (۹) - چکسلواکی (۱۶۳) - دانمارک (۷۸) - جیبوتی (۶) - جمهوری دومینیکن (۱۶) - اکوادور (۱۳) - مصر (۴۹) - السالوادور (۶) - گینه استوایی (۶) - فیجی (۲۳) - فنلاند (۷۸) - فرانسه (۲۶۶) - گابن (۲) - گامبیا (۶) - آلمان شرقی (۲۵۹) - آلمان غربی (۳۴۷) - غنا (۱۶) - بریتانیای کبیر (۳۴۵) - یونان (۵۶) - گرنادا (۶) - گوآم (۱۹) - گواتمالا (۲۸) - گینه (۶) - گویان (۸) - هائیتی (۴) - هندوراس (۸) - هنگ کنگ (۴۸) - مجارستان (۱۸۸) - ایسلند (۳۲) - هند (۴۶) - اندونزی (۲۹) - ایران (۲۳) - عراق (۲۷) - ایرلند (۶۱) - اسرائیل (۱۸) - ایتالیا (۲۵۳) - ساحل عاج (۲۸) - جامائیکا (۳۵) - ژاپن (۲۵۵) - اردن (۷) - کنیا (۷۴) - کره جنوبی (۴۰۱) (میزبان) - کویت (۲۵) - لائوس (۳) - لبنان (۲۱) - لسوتو (۶) - لیبریا (۸) - لیبی (۶) - لیختن‌اشتاین (۱۲) - لوکزامبورگ (۸) - مالاوی (۱۶) - مالزی (۹) - مالدیو (۷) - مالی (۶) - مالت (۶) - موریتانی (۶) - موریس (۸) - مکزیک (۸۳) - موناکو (۹) - مغولستان (۲۸) - مراکش (۲۷) - موزامبیک (۸) - نپال (۱۶) - هلند (۱۴۷) - آنتیل هلند (۳) - نیوزیلند (۸۳) - نیجر (۶) - نیجریه (۶۹) - نروژ (۶۹) - عمان (۸) - پاکستان (۳۰) - پاناما (۶) - پاپوآ گینه نو (۱۱) - پاراگوئه (۱۰) - پرو (۲۱) - فیلیپین (۳۱) - لهستان (۱۴۳) - پرتغال (۶۵) - پورتوریکو (۴۷) - قطر (۱۰) - رومانی (۶۸) - رواندا (۶) - سنت وینسنت و گرنادین‌ها (۶) - سان مارینو (۱۱) - عربستان سعودی (۹) - سنگال (۲۳) - سیرالئون (۱۲) - سنگاپور (۸) - جزایر سلیمان (۴) - سومالی (۵) - اتحاد شوروی (۴۸۱) - اسپانیا (۲۲۹) - سری‌لانکا (۶) - سودان (۸) - سورینام (۶) - سوازیلند (۱۱) - سوئد (۱۸۴) - سوئیس (۹۹) - سوریه (۱۳) - چین تایپه (۶۱) - تانزانیا (۱۰) - تایلند (۱۴) - توگو (۶) - تونگا (۵) - ترینیداد و توباگو (۶) - تونس (۴۱) - ترکیه (۴۱) - اوگاندا (۲۴) - امارات متحده عربی (۱۲) - ایالات متحده آمریکا (۵۲۷) - اروگوئه (۱۵) - وانواتو (۴) - ونزوئلا (۱۷) - ویتنام (۹) - جزایر ویرجین (۲۲) - ساموآ (۱۱) - یمن شمالی (۸) - یمن جنوبی (۵) - یوگسلاوی (۱۵۵) - زئیر (۱۵) - زامبیا (۲۹) - زیمبابوه (۲۹) ^ Note: Brunei participated in the Opening Ceremonies and Closing Ceremonies, marking its first appearance at the Olympic Games, but its delegation consisted of only one swimming official. · |

## جدول مدال‌ها

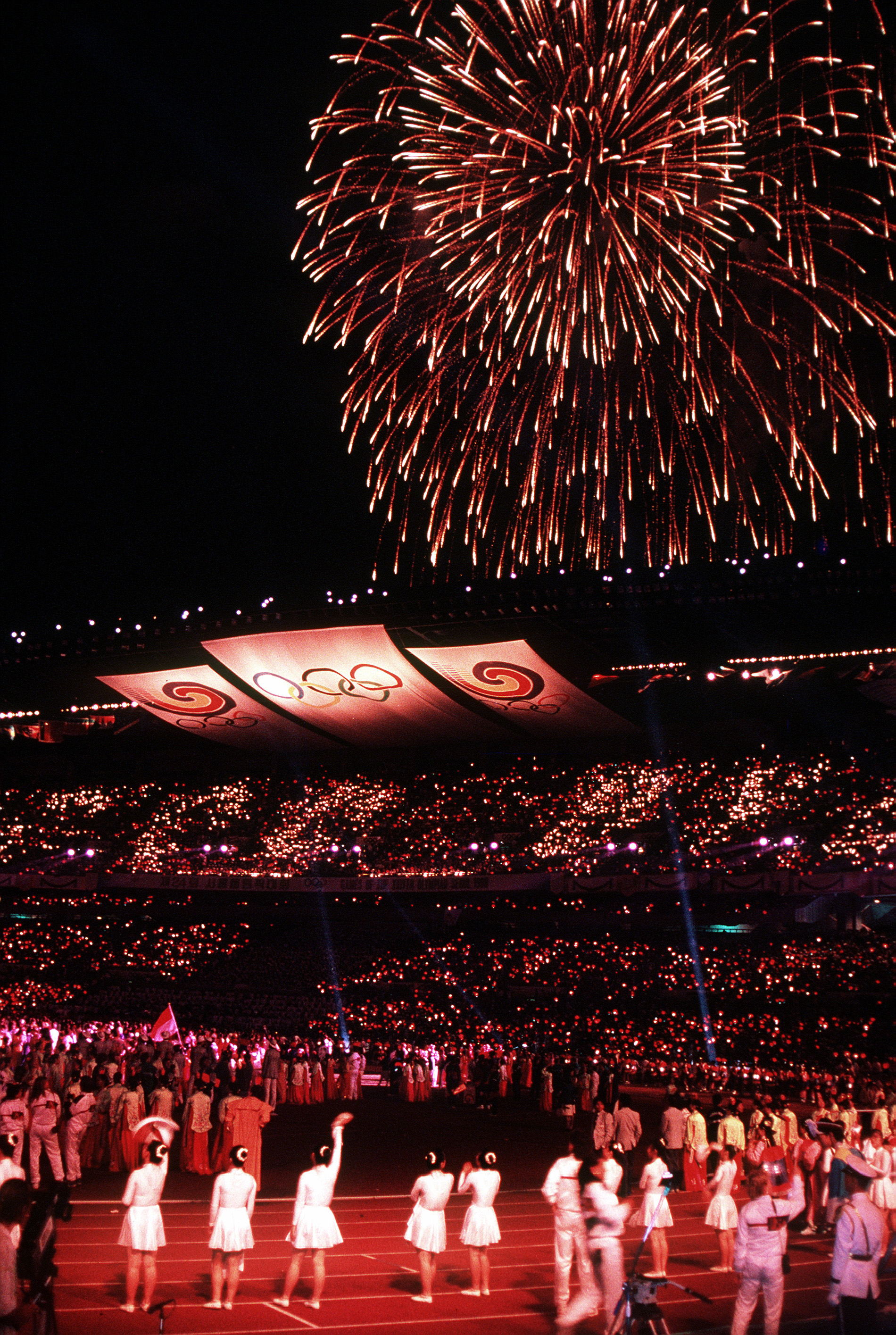
مراسم اختتامیه بازی‌های المپیاد بیست و چهارم در سئول.

*   میزبان
| رتبه | کشور                      | طلا | نقره | برنز | مجموع |
| ۱    | اتحاد شوروی (URS)         | ۵۵  | ۳۱   | ۴۶   | ۱۳۲   |
| ۲    | آلمان شرقی (GDR)          | ۳۷  | ۳۵   | ۳۰   | ۱۰۲   |
| ۳    | ایالات متحده آمریکا (USA) | ۳۶  | ۳۱   | ۲۷   | ۹۴    |
| ۴    | کره جنوبی (KOR)           | ۱۲  | ۱۰   | ۱۱   | ۳۳    |
| ۵    | آلمان غربی (FRG)          | ۱۱  | ۱۴   | ۱۵   | ۴۰    |
| ۶    | مجارستان (HUN)            | ۱۱  | ۶    | ۶    | ۲۳    |
| ۷    | بلغارستان (BUL)           | ۱۰  | ۱۲   | ۱۳   | ۳۵    |
| ۸    | رومانی (ROU)              | ۷   | ۱۱   | ۶    | ۲۴    |
| ۹    | فرانسه (FRA)              | ۶   | ۴    | ۶    | ۱۶    |
| ۱۰   | ایتالیا (ITA)             | ۶   | ۴    | ۴    | ۱۴    |